# Dilipa takacukai
Dilipa takacukai är en fjärilsart som beskrevs av Seok 1937. Dilipa takacukai ingår i släktet Dilipa och familjen praktfjärilar. Inga underarter finns listade i Catalogue of Life.